# Asilus incomptus
Asilus incomptus là một loài ruồi trong họ Asilidae. Asilus incomptus được Philippi miêu tả năm 1865. Loài này phân bố ở vùng Tân nhiệt đới.